# Theodor Langhans

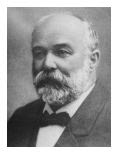
Theodor Langhans

Johann Ferdinand Friedrich Theodor Langhans (* 28. September 1839 in Usingen (Hessen); † 22. Oktober 1915 in Bern) war ein deutscher pathologischer Anatom.
Langhans studierte ab 1858 Medizin an den Universitäten in Heidelberg, Göttingen, Berlin und Würzburg. Hier wurde er 1864 zum Dr. med. promoviert und arbeitete bis 1867 als Assistent am Pathologischen Institut. Im Jahr 1868 wurde Langhans Privatdozent an der Universität Marburg und am 4. März 1872 ordentlicher Professor für Pathologische Anatomie an der benachbarten Universität Gießen. Zum Wintersemester desselben Jahres wechselte er an die Universität Bern, wo er 1913 emeritiert wurde. Langhans war 1887 Doktorvater von Raissa Nitabuch. 
Langhans beschrieb als Erster die nach ihm benannten Riesenzellen (Langhans-Riesenzellen).

## Ehrungen
- Nach Langhans ist das Langhans-Fibrinoid der Chorionplatte benannt.
- In Gießen ist eine Straße im Klinikviertel am Seltersberg nach ihm benannt.